# سمندر غولپیکر ساحلی
سمندر غولپیکر ساحلی (نام علمی: Dicamptodon tenebrosus) نام یک گونه از زیرراسته سمندرهای پیشرفته است.